# Babócsai Réka
Babócsai Réka (Békéscsaba, 1990. december 16. –) magyar színésznő.

## Életpályája
Békéscsabán született, 1990-ben. A Rózsa Ferenc Gimnáziumban érettségizett. Színi tanulmányait 2009 és 2012 között a Pesti Magyar Színiakadémián folytatta. Pályáját a Békéscsabai Jókai Színháznál kezdte. 2017 és 2020 között a Színház- és Filmművészeti Egyetem drámainstruktor-színjátékos hallgatója volt. 2015-től az egri Gárdonyi Géza Színház társulatának tagja.

## Fontosabb színházi szerepei
- William Shakespeare: Lear király... Cordelia, Lear király lánya
- William Shakespeare: Hamlet... Ophelia
- Carlo Goldoni: Két úr szolgája... Beatrice
- Friedrich Dürrenmatt: Fizikusok... Monika Stettler, ápolónő
- Neil Simon: Pletykák... Claire
- Peter Shaffer: Black comedy... Carol Melkett
- Brandon Thomas: Charley nénje... Annie Spittigue
- Marcel Mithois: A férjvadász... Anna-Marie, Coco lánya
- Agatha Christie: Az egérfogó... Mollie Ralston
- Tim Rice – Andrew Lloyd Webber: József és a színes szélesvásznú álomkabát... Lány
- Jevgenyij Lvovics Svarc: Hókirálynő... Rózsa
- Szamuil Marsak: Tizenkét hónap... Május
- Jókai Mór: A kőszívű ember fiai... Lánghy Aranka
- Csiky Gergely: A nagymama... Tímár Karolin, a leánynevelő intézet tulajdonosa
- Móricz Zsigmond: Rokonok... Magdaléna
- László Miklós: Illatszertár... Balázs kisasszony
- Sütő András: Advent a Hargitán... Mária (Bódi lánya)
- Apáti Miklós: K und K... Frank Irma
- Gál Elemér: Héthavas gyermekei... Tusnelda (Tusnád lánya)
- Csukás István – Bergendy István: Süsü, a sárkány... Királylány
- Grimm fivérek – Szőke Andrea: Rigócsőr királyfi... Terrakotta, szobalány
- Szőke Andrea: Mese a fiókból... Cerika (a ceruzalány)

## Filmek, tv
- Nincs kegyelem (2016)
- Külön falka (2021)
- Családi kör (sorozat)

- Családi hierarchiák (2021) ... Anikó